# Otto August Rosenberger
Otto August Rosenberger (Tukums, 10 agosto 1800 – Halle sul Saale, 23 gennaio 1890) è stato un astronomo tedesco.
Nato nell'attuale Lettonia e laureatosi all'Università di Königsberg, è diventando famoso per i suoi studi sulle comete.
Vinse la Medaglia d'Oro della Royal Astronomical Society nel 1837.
Gli è stato dedicato il cratere Rosenberger, sulla Luna.